# La Maison de la Responsabilité
 (mars 2020).
Le contenu est difficilement compréhensible vu les erreurs de traduction, qui sont peut-être dues à l'utilisation d'un logiciel de traduction automatique.

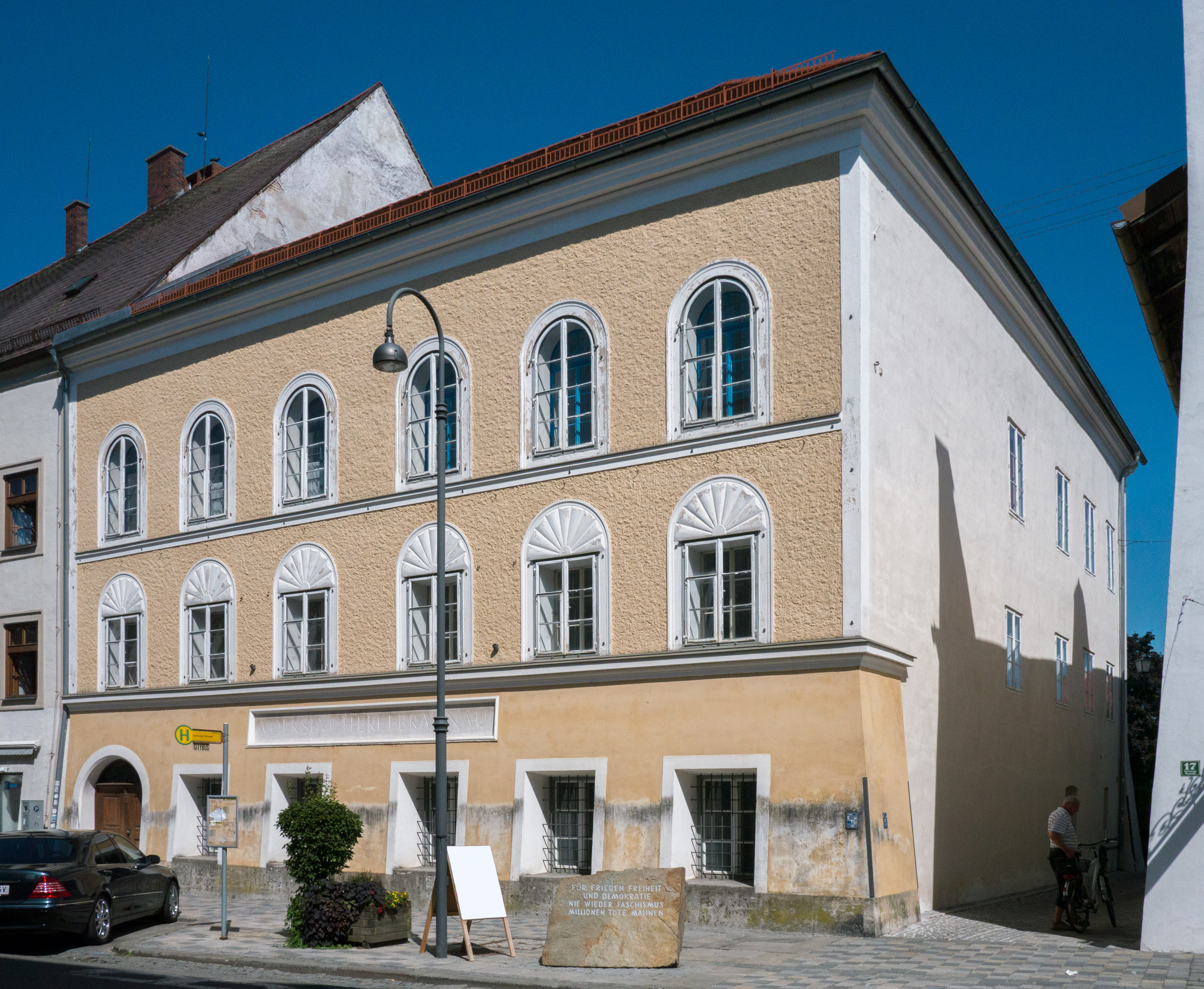
.

Le projet de La Maison de la Responsabilité Haus der Verantwortung (en Autriche) a commencé après que le FPÖ, dirigé par Jörg Haider, eut rejoint le gouvernement en 2000, et après que le journal de Braunau eut initié la pétition « Braunau met un signe ». Le politologue d’Innsbruck Dr. Andreas Maislinger a suivi l’invitation et il a proposé de créer une Maison de la Responsabilité dans la maison natale d’Adolf Hitler. Le journal de Braunau a présenté cette idée le 4 mai 2000.
Des volontaires des pays de l’UE, des autrichiens effectuant leur service national et des anciens membres du Service à l’Etranger travailleront et vivront ensemble dans cette maison. Ainsi il y aura un échange d’idées perpétuel. La "House of Responsibility" sera quelque chose de complètement nouveau, répartie sur 3 étages. Les sujets de l’« héritage indésirable » et de la confrontation  avec le passé national-socialiste seront installés au rez-de-chaussée. Le premier étage sera consacré au « présent » pour offrir concrètement aux gens de l’aide, par exemple grâce à l’Association pour les Services à l’Étranger ou par des projets sur les droits de l’homme ou pour le tiers- monde. Au deuxième étage doivent être élaborées des idées pour un avenir de paix.
Le projet n’a pas pu être réalisé les années suivantes. Il ne restait que l’idée principale, c'est-à-dire assumer la responsabilité du passé.
En 2005, le propriétaire d’une maison située tout près de celle d’Adolf Hitler, a proposé à Maislinger de réaliser dans sa propriété le projet.
En 2009, Gerhard Skiba, maire de Braunau, s'est déclaré en faveur de la réalisation de ce projet lors d'un entretien avec le journal autrichien "Kurier".